# Yeniqışlaq
Yeniqışlaq è un comune dell'Azerbaigian situato nel distretto di Neftçala.